# Zespół Aicardiego
Zespół Aicardiego – zespół wrodzonych wad genetycznych charakteryzujący się częściowym lub całkowitym brakiem ciała modzelowatego, obecnością zmian w siatkówce i napadów drgawkowych, przeważnie w postaci zespołu Westa. Zespół Aicardiego jest prawdopodobnie spowodowany przez wady w obrębie chromosomu X, gdyż jak dotąd obserwowano ten zespół jedynie u dziewcząt i dwóch chłopców z zespołem Klinefeltera.

## Epidemiologia
Zespół Aicardiego występuje w 1/105 000 i 1/93 000 żywych porodów odpowiednio w Stanach Zjednoczonych i Holandii.

## Rozpoznanie
Zespół Aicardiego charakteryzuje się zazwyczaj następującą triadą objawów, chociaż brak jednej z "klasycznych" cech nie wyklucza rozpoznania zespołu Aicardiego, jeśli inne cechy wskazujące na rozpoznanie są obecne: 
1. Hipoplazja lub aplazja ciała modzelowatego (agenezja ciała modzelowatego);
2. Zmiany w oku o typie "jeziorek" w siatkówce, które są dość charakterystyczne dla tego zespołu oraz
3. Pojawienie się napadów drgawkowych (zespół Westa) w okresie niemowlęcym.

Inne rodzaje nieprawidłowości obecnych w zespole Aicardiego w obrębie głowy to małogłowie, torbiele porencefaliczne i poszerzenie układu komorowego mózgu z powodu wodogłowia.

## Diagnostyka różnicowa
Zespół Aicardiego należy różnicować z:
- zespołem Westa
- opóźnieniem rozwoju
- upośledzeniem umysłowym
- agenezją ciała modzelowatego
- zakażeniami wrodzonymi

## Rokowanie
Na podstawie analizy wielu międzynarodowych badań stwierdzono, że okres przeżycia osób z zespołem Aicardiego wynosi od 1 miesiąca do 42 roku życia, a szczyt umieralności przypada na 16 rok życia.